# Azumino, Nagano
Azumino (安曇野市 Azumino-shi) là một thành phố thuộc tỉnh Nagano, Nhật Bản.